# AMSS
L''AMSS (damplitude modulation signalling system) és un sistema semblant al Radio Data System (RDS) per a la transmissió d'informacions de text sobre emissores de ràdio. A diferència del sistema RDS, l'AMSS no es fa servir per a emissores d'FM, sinó per a emissores d'Ona Llarga, d'Ona Mitjana i d'Ona Curta.
Es poden rebre les dades d'AMSS amb l'ajuda d'un receptor de DRM o una ràdio modificada i programari corresponent que pugui descodificar també DRM.
Aquest sistema ha estat estandarditzat per l'ETSI (TS 102 386) com a extensió al sistema Digital Radio Mondiale (DRM).

## Ús
Són emeses dades d'AMSS per les emissores següents:
Ona Llarga:
- 234 kHz - RTL Radio França

Ona Mitjana:
- 648 kHz - BBC World Service
- 990 kHz - Deutschlandradio Kultur

Ona Curta:
- 15575 kHz - BBC World Service

L'antiga emissora privada alemanya Truckradio ho usava també als 531 kHz.